# Levon Džulfalakjan
Levon Arsenovič Džulfalakjan (in armeno Լևոն Արսենի Ջուլֆալակյան?; 5 aprile 1964) è un ex lottatore armeno, fino al 1991 sovietico, specializzato nella lotta greco-romana.

## Palmarès

### Olimpiadi
- 1 medaglia:
  - 1 oro (Seul 1988 nei 68 kg)

### Mondiali
- 2 medaglie:
  - 1 oro (Budapest 1986 nei 68 kg)
  - 1 bronzo (Martigny 1989 nei 68 kg)

### Europei
- 1 medaglia:
  - 1 oro (Il Pireo 1986 nei 68 kg)